# Фліунт

Розташування Фліунта на Пелопоннесі та відносно Істма

Фліунт (дав.-гр. Φλειοῦς) — давньогрецьке місто-держава на північному заході Арголіди (Пелопоннес), що межувало з Аркадією і Сікіоном. За легендами спочатку мало назву Аретірея і було перейменовано на честь аргонавта Фліанта, який народився у цьому місті. Вихідцями з Фліунту вважали засновників Клазомен і грецьких першопоселенців Самоса.
З ахейських часів у місті вшановували Гебу, Деметру і Артеміду. Ці культи зберелися і після того, як місто захопили дорійці.
Фліунт був включений до складу аргоських володінь Фідоном. Після перемоги спартанців під Сепеєю увійшов до Пелопоннеського союзу. Незважаючи на міцний союз із Спартою, у Фліунті тривала запекла боротьба між прихильниками олігархії і демократії, крапку в якій поставив спартанський цар Агесилай. Після 12-місячної облоги у 380 р. до н. е., він здобув Фліунт і остаточно утвердив в ньому олігархічний режим.
Фліунт — батьківщина драматурга Пратіна та скульптора Лафая.